# Parava (gmina)
Parava – gmina w Rumunii, w okręgu Bacău. Obejmuje miejscowości Drăgușani, Parava, Rădoaia i Teiuș. W 2011 roku liczyła 2681 mieszkańców.